# Barsi
La porta de Barsi és una impressionant porta d'accés a una fortalesa, situada a la ciutat d'Hansi a 26 km a l'est d'Hissar al districte d'Hisar a Haryana, Índia. Està protegida pel govern central de l'Índia. Actualment dona entrada al basar de la ciutat, i fou l'antiga i principal entrada de la fortalesa de la ciutat. Una inscripció a l'entrada recorda que fou construïda el 1304-1305.